# Indemnité représentative de frais de mandat
L'indemnité représentative de frais de mandat (IRFM) était une indemnité touchée par chaque député et chaque sénateur en France pour couvrir leurs frais de représentation. Elle faisait partie de la rémunération des acteurs institutionnels.
Longtemps non contrôlée, elle est souvent détournée de son esprit, permettant à certains élus de s'enrichir personnellement (par l'achat de biens immobiliers, notamment) ou de payer des frais de parti politique. Entre 2015 et 2017, à la suite de révélations dans les médias, son utilisation est plus encadrée.
Depuis le 1er janvier 2018, l'IRFM est remplacée par l'avance de frais de mandat (AFM), d'un montant de 5 600 euros brut environ. Depuis, chaque dépense fait l'objet d'un justificatif, pouvant être contrôlé aléatoirement, conformément aux dispositions de l'arrêté du Bureau no 12/XV du 29 novembre 2017, à l'exception d'une somme, souvent qualifiée de « caisse noire », de 600 euros par mois pour les députés (900 pour les sénateurs) qui ne peut pas faire l'objet d'un contrôle.

## Historique
L'indemnité représentative de frais de mandat est une indemnité parlementaire en France pour couvrir leurs frais de représentation.
En 2002, un amendement voté au Sénat a interdit le contrôle par l’administration fiscale de l’utilisation de l’IRFM[réf. nécessaire].
L'IRFM n'est pas sujette à l'impôt sur le revenu, mais l'est aux prélèvements sociaux que sont la CSG et la CRDS.
Jusqu’en 2017 inclus, elle ne fait l'objet d'aucun contrôle, n'est pas imposable et peut servir à couvrir tout type de dépense : habillement, restauration, achat immobilier, voyage, etc.
Depuis 2017, l'IRFM est remplacée par l'avance de frais de mandat (AFM), dont l'utilisation peut être contrôlée (justificatif sur facture ou ticket de carte bleue).

## Réformes
Les difficultés à réformer l'IRFM peuvent s'expliquer par le fait qu'il y a conflit d'intérêts, le système est décidé et géré par les parlementaires eux-mêmes.

### Au Sénat
En 2016, Gérard Larcher annonce  l'alignement des pratiques d'attribution de l’indemnité représentative des frais de mandat (IRFM) sur celles de l'Assemblée avec l’obligation de création d’un compte bancaire destiné à son utilisation, l’élaboration d’un référentiel de l’utilisation de cette indemnité en lien avec le Comité de déontologie du Sénat, et l’interdiction de l’utilisation de l’IRFM pour l’acquisition de tout bien immobilier.

### À l'Assemblée nationale
En 2009, le député du Nouveau Centre Charles de Courson  propose, lors d'une discussion budgétaire, que la Cour des comptes puisse vérifier, « sur un échantillon tiré au hasard, s'il est fait bon usage » de l'IRFM.
En 2012, le même député UDI dépose un amendement préconisant que l'IRFM soit contrôlée et que la part non utilisée à des fins professionnelles par les députés soit rendue imposable. Cet amendement n'a pas été adopté.
Les lois pour la confiance dans la vie politique suppriment l'IRFM à compter de 2018. Les parlementaires seront défrayés sous la forme d'une prise en charge directe, d’un remboursement sur présentation de justificatifs ou du versement d’une avance par l’assemblée dont ils sont membres, dans la limite des plafonds déterminés par le bureau.
En novembre 2017, le bureau de l'Assemblée nationale décide d'un encadrement de l'IRFM — dont le montant est de 5 373 € — à compter de janvier 2018 en imposant la tenue d'une comptabilité avec des justificatifs de leur IRFM par les députés, seule une fraction de 600 € (soit environ 10 %) des sommes étant exonérée de justificatifs pour des paiements en espèces. Une liste de dépenses éligibles est fixée (locations de permanences, communication, transport…) ainsi que des dépenses non autorisés, à savoir (« tout financement, direct ou indirect, d’un parti politique ; l’achat d’un bien immobilier ou la location d’un bien immobilier dont le député, son conjoint, ses ascendants ou descendants sont propriétaires ; toute dépense déduite du revenu imposable, par ailleurs déclarée au titre de l’impôt sur le revenu »). Les services du déontologue doivent procéder annuellement au contrôle de la situation de 120 députés.

## Utilisations détournées
Alors que l'IRFM est censée couvrir les frais de représentation, elle est utilisée légalement à d'autres fins :
- Enrichissement personnel[10]
- De nombreux députés s'en sont servis pour rembourser l'emprunt pour acquérir leurs locaux de permanence, un logement sur Paris ou dans leur circonscription. C'est le cas par exemple de Jean-Marie Le Guen, Jean-Pierre Decool ou encore Jean-Christophe Lagarde. Plusieurs articles de presse assurent que c'est également le cas du candidat à l'élection présidentielle Jean-Luc Mélenchon, avec sa permanence de Massy[11],[12], ce que ce dernier dément formellement[13]. Certains, une fois la dette acquittée, se louent à eux-mêmes le logement ; Le député Georges Ginesta s'est même servi de l'IRFM pour acheter une villa avec piscine qu'il n'utilisait pas en tant que député[14].

La HATVP a mis en évidence dans un rapport de 2016 que cette indemnité a été détournée à des fins d'enrichissement personnel, car utilisée pour des SICAV personnelles, pour des vacances ou tout simplement virée sur un compte personnel.
En 2017, France info révèle que plusieurs députés (dont Nathalie Kosciusko-Morizet, François Sauvadet, Patricia Adam, Geneviève Fioraso et Bernard Accoyer) se sont acheté leur permanence parlementaire avec des fonds publics (leur IRFM), certains se versant même un loyer. Cette pratique était alors légale.
La Haute Autorité pour la transparence de la vie publique (HATVP), qui contrôle la probité publique des élus en auscultant leur patrimoine et leurs intérêts, a inspecté les déclarations déposées quelques semaines avant la fin de leur mandat par les députés et une partie des sénateurs, à la fin 2016 et en mars 2017. Finalement, quinze dossiers ont été transmis au Parquet national financier, qui a ouvert, en novembre 2018, autant d'enquêtes préliminaires. Les dossiers ont été confiés à la Brigade de répression de la délinquance économique.
Le 16 juillet 2019, le ministre François de Rugy est contraint à la démission après que le journal en ligne Mediapart a mis en évidence qu'il avait financé son parti politique EELV avec son IRFM, en faisant déduire cette dépense indue de ses impôts, alors que l'IRFM n'est pas imposable. Cela lui aurait permis de ne pas être imposable du tout en 2015.
Ayant reconnu un détournement de son indemnité entre 2015 et 2017, Philippe Nachbar démissionne de son mandat de sénateur le 31 décembre 2022,.
La justice a condamné le 4 septembre 2024 l'ancien député de Paris, Jean-Christophe Cambadélis, pour avoir, entre 2015 et 2017, employé à des fins personnelles plus de 136 000 euros de son IRFM, dont plus de 30 000 euros de loyers de son domicile, plus de 25 000 euros de cotisations au Parti socialiste, plus de 10 000 euros de déplacements personnels ( un voyage avec son épouse en Corse et un voyage en famille à Prague ), ou encore plus de 18 000 euros de paiements de dommages et intérêts dus après l’une de ses anciennes condamnations.

### Financement de parti politique
La partie non utilisée de l'IRFM n'était pas rendue jusqu'en 2012 quand l'Assemblée nationale a demandé aux députés de l'ancienne législature de rembourser les sommes non dépensées (bien que ces sommes ne soient pas contrôlées).
Depuis février 2015, le règlement de l'Assemblée nationale ne permet plus d'utiliser l'IRFM pour financer un parti politique, ou acquérir un bien immobilier. Mais il précise explicitement que tous les députés ayant déjà remboursé une partie de leur achat avec leur IRFM peuvent aller au terme de financement. Aucune sanction n'est prévue en cas de non-respect de ce règlement.

## Montant

### Sénateurs
En 2011, un sénateur avait droit à 6 240,18 euros bruts par mois.[réf. souhaitée]
Le montant mensuel de l'IRFM s'élève à 6 109,89 euros nets au 1er février 2017, avec une indexation sur l'évolution de la valeur du point de la fonction publique, et n'est pas soumise à l'impôt sur le revenu.

### Députés
L'IRFM des députés est fixée en 2017 et 2018 à 5 373 €.
Elle a été réduite de 10 % en 2013 pour réévaluer le traitement des assistants parlementaires.
| Année | montant (millions d'euros) par an pour l'ensemble des députés | évolution |
| ----- | ------------------------------------------------------------- | --------- |
| 2011  |                                                               | --        |
| 2012  | 44,80                                                         | + 0,87 %  |
| 2013  | 38,80                                                         | - 13 %    |
| 2014  | 38,69 ou 39,11                                                |           |
| 2015  | 39,01                                                         |           |